# ソ連占領地域

ソ連占領地域のドイツ
Sowjetische Besatzungszone Deutschlands (ドイツ語)

国歌: Государственный гимн СССР（ロシア語）
初代 ソビエト連邦国歌
(1944–1955) 

ソビエト軍占領地域（赤）と西側諸国の占領地域（グレー）

ソ連占領地域（ソれんせんりょうちいき、独: Sowjetische Besatzungszone; SBZ）または東部地域（独: Ostzone）露:Советская зона оккупации Германии は、ヤルタ会談での連合国の協定に基づき、第二次世界大戦後に連合国の統治下に置かれた連合軍軍政期ドイツ（1945年 - 1949年）においてソビエト連邦が占領統治した地域である。

## 概要

ソ連占領地域・ドイツ民主共和国（東ドイツ）の州 (Länder) （1945 - 1952）:
メクレンブルク州
ブランデンブルク州
ザクセン＝アンハルト州
ザクセン自由州
テューリンゲン州

ザクセン自由州やテューリンゲン州、ザクセン＝アンハルト州、ブランデンブルク州の大部分と、メクレンブルク州、フォアポンメルンが含まれる。旧ドイツ東部領土は、平和条約を締結するまでポーランドとソ連が統治することになっていたため含まれなかった。1949年にソ連占領地域（SBZ）は、新たに建国したドイツ民主共和国（DDR）の領土となった。

## ソ連占領地域（SBZ）
1949年以降の冷戦期、西ドイツは東ドイツの存在を承認していなかったため、1972年に東西ドイツ基本条約を締結するまで「DDR」（ドイツ民主共和国）の代わりに、「SBZ」という略字を使った。政治対立のなかで西ドイツは、「いわゆるDDR」や「ソ連ドイツ」、「東部地域」、「ソ連地域」、あるいは単純に「地域」という言葉も使った。新聞社、特にアクセル・シュプリンガー社は、東ドイツの存在を承認することができないという態度を示すために、1989年夏まで一貫して、カッコつきで「DDR」という書き方をした。
東ドイツは1970年代まで、場合によってはそれ以降も、ベルテルスマン出版の本、西ドイツの行政用語や一般用語でも「中部ドイツ」と書かれた。オーデル・ナイセ線（自由都市ダンツィヒを含む）の東側はポーランド政府の統治下にあり、ケーニヒスベルクを含む東プロイセン北部（カリーニングラード州）はソ連の統治下にあったが、国際法的には、ドイツ最終規定条約が結ばれるまではドイツに所属していることになっていたためである。